# شهرستان گرین (آلاباما)
شهرستان گرین، آلاباما (به انگلیسی: Greene County, Alabama) شهرستانی در ایالات متحده آمریکا است که در آلاباما واقع شده‌است.

## خصوصیات
شهرستان گرین ۱٬۷۰۹٫۴ کیلومترمربع مساحت دارد.